# Мартинский гусь

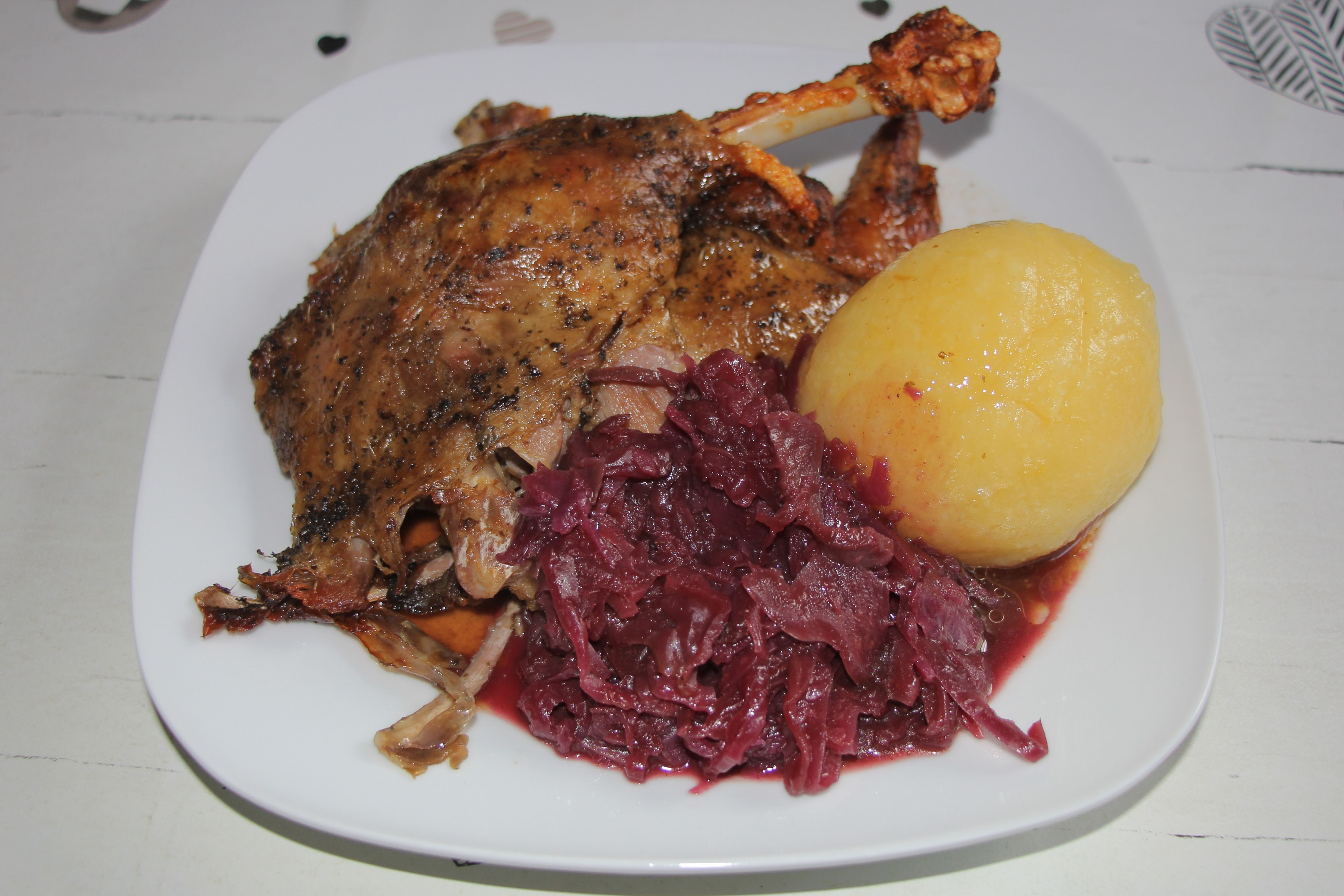
Мартинский гусь, сервированный с картофельной клёцкой и тушёной краснокочанной капустой

Мартинский гусь, мартинов гусь (нем. Martinsgans, чеш. Pečená martinská husa) — традиционное зимнее праздничное блюдо центральноевропейской кухни, в частности, немецкой и чешской, жареный гусь ко Дню святого Мартина, отмечаемому 11 ноября, в преддверии Рождественского поста. Обычай известен с XVI века.
По одной из версий, гуси своим гоготом выдали святого Мартина, спрятавшегося в сарае, когда его хотели избрать епископом. Поэтому в народе говорят: «Они предали святого Мартина, поэтому теперь им придется жариться». В Германии мартинского гуся перед жаркой начиняют каштанами, картофелем, тыквой или яблоками, а в Чехии — грушами, яблоками или сливой. Как и рождественского гуся, его обычно сервируют с клёцками или кнедликами и тушёной краснокочанной капустой и подают к нему красное вино.
День памяти Мартина Турского завершал сельскохозяйственный год, что было поводом для праздничного застолья. Кроме того, в целях экономии кормов в это время обычно забивали нагулявших жир гусей. На День святого Мартина приходился также срок сдачи оброка феодалу. По сохранившимся свидетельствам, в 1541 году Мартин Лютер благодарил за подаренных ему на день рождения 10 ноября «двух исключительно жирных гусей». Ныне традиция мартинского гуся постепенно утрачивается: жирное блюдо противоречит идеям здорового питания и современным идеалам худобы и теряет популярность. В современных домохозяйствах, зачастую состоящих из одного человека, не станут в течение нескольких часов запекать пятикилограммовую птицу. В немецкой газете Die Welt вину за исчезновение мартинского гуся возлагают также на культурный дилетантизм.